# Val Bavona
Val Bavona är en dal i Schweiz.   Den ligger i kantonen Ticino, i den sydöstra delen av landet, 100 km sydost om huvudstaden Bern.
I omgivningarna runt Val Bavona växer i huvudsak blandskog. Runt Val Bavona är det mycket glesbefolkat, med 5 invånare per kvadratkilometer.